# Франкенштейн (спектакль)
«Франкенштейн» (англ. Frankenstein) — сценическая адаптация Ника Диара одноименного романа Мэри Шелли, поставленная режиссёром
Дэнни Бойлом на сцене Королевского национального театра в 2011 году.

## Постановка
В июне 2010 года было объявлено, что Дэнни Бойл поставит в Национальном театре Великобритании спектакль по роману Мэри Шелли «Франкенштейн, или Современный Прометей». Сам Бойл назвал это возвращением в театр после того, как «15 лет отвлекался на кино». В октябре 2010 года в качестве исполнителей главных ролей к спектаклю были прикреплены Бенедикт Камбербетч, в то время наиболее известный в качестве Шерлока из одноимённого телесериала BBC, и Джонни Ли Миллер, работавший с Бойлом еще с 1996 года, когда был снят «На игле». Бойл рассказал, что актёры будут меняться ролями каждый вечер, по очереди играя Виктора Франкенштейна и его Создание, что позволит углубить отношения между главными героями, которые «создают друг друга».
Предпоказы «Франкенштейна» начались 5 февраля 2011 года в Оливье-театре Национального, официальная премьера прошла 22 февраля. 17 и 24 марта 2011 года обе версии были показаны в кинотеатрах Великобритании и по всему миру в рамках проекта «Национальный театр в прямом эфире», после чего неоднократно повторялись. Последний спектакль был сыгран 2 мая 2011 года.
За свою работу Дэнни Бойл получил премию портала WhatsOnStage в номинации «Лучший режиссёр». Камбербэтч и Ли Миллер разделили премию газеты Evening Standard в номинации «Лучший актёр», где судьи отметили, что «будет оскорбительно не отметить обоих актёров», а также Премию Лоренса Оливье 2012 года в номинации «Лучшая мужская роль в пьесе».

## Сюжет
Доктор Виктор Франкенштейн создаёт Чудовище, вдохнув жизнь в тело, созданное из частей разных умерших людей. Однако, в ужасе от безобразности своего творения, он бросает его на произвол судьбы. Одинокий, уродливый, по-детски невинный монстр ждёт от мира доверия и любви, но повсюду сталкивается лишь со злобой, жестокостью и ненавистью. Окончательно отчаявшись, Чудовище клянётся разыскать своего создателя и отомстить ему самым страшным образом.

## В ролях
- Бенедикт Камбербэтч — Виктор Франкенштейн / Существо
- Джонни Ли Миллер — Виктор Франкенштейн / Существо
- Элла Смит — Гретель, проститутка / Кларис, горничная
- Джон Киллоран — Густав, нищий
- Стивен Эллиотт — Клаус, нищий
- Карл Джонсон — Де Лейси, слепой учёный
- Дэниел Миллер — Феликс, его сын
- Лиззи Винклер — Агата, жена Феликса
- Андреа Падурариу — женское существо
- Хейдон Даунинг / Уильям Най / Джаред Ричард — Уильям Франкенштейн, младший брат Виктора
- Джордж Харрис — M Франкенштейн, отец Виктора
- Наоми Харрис — Элизабет, невеста Виктора
- Даниэль Ингс — Слуга 1
- Мартин Чемберлен — Слуга 2
- Джон Стал — Юэн, шотландский арендатор небольшой фермы
- Марк Армстронг — Раб, его племянник
- Джози Дэкстер — ансамбль

## Отзывы
«Франкенштейн» получил исключительно благоприятные отзывы от всех ведущих театральных критиков. Обозреватель The Guardian назвал постановку «блестящей», хотя и отметил отход от некоторых основных тем романа, который произошел в результате сосредоточения первой половины сюжета на Создании вместо создателя. На портале WhatsOnStage.com отметили сильные метафоры, которые донес спектакль: происхождение человека, его права, этическую составляющую научных исследований. В отзыве газеты Telegraph режиссуру Бойла назвали великолепной, а его сценические решения блестящими.
Все критики высоко оценили использование вращающейся сцены Национального, световые и постановочные решения, а также воздали отдельные похвалы первым минутам спектакля, где Создание едва начинает познавать мир. Однако также практически все высказались о слабом материале Ника Дира и «проседающих» диалогах. Игра главных исполнителей в обеих ролях вызвала массу положительных эмоций среди рецензентов, которые «не смогли определиться, кого в какой роли предпочесть».

## Саундтрек
Музыка и звуковое сопровождение к постановке было создано группой Underworld, ранее работавшей с Дэнни Бойлом над фильмами «На игле», «Пекло» и сотрудничающей с ним в работе над церемонией открытия Летних Олимпийских Игр 2012 года. 17 марта 2011 года саундтрек был выпущен на CD и на официальном сайте группы.

### Список треков
1. «Overture» — 17:11
2. «Incubator» — 1:47
3. «Industrial Revolution» — 3:51
4. «Dawn of Eden» — 3:28
5. «Beggars Attack and Creature Alone» — 0:58
6. «De Lacey Cottage Guitar» — 0:44
7. «Not a King (Snow)» — 1:55
8. «Faery Folk and Nightingale» — 2:28
9. «Female Creature Dream» — 3:45
10. «Creature Banished and Cottagers Burn» — 2:47
11. «Hide and Seek, Body in a Boat» — 1:43
12. «The Alps» — 1:43
13. «Frankenstein House» — 0:42
14. «Sea Shanty and Croft» — 4:07
15. «Bride Creature.Walk» — 1:10
16. «Bride Creature.Death» — 1:17
17. «Wedding Song and Bedroom» — 2:34
18. «Arctic Wastes» — 6:18
19. «Come Scientist Destroy» — 2:08